# 天主教波哥大總教區
天主教波哥大总教区（拉丁語：Archidioecesis Bogotensis）是哥倫比亞一个羅馬天主教总教区，1562年9月2日成立，1564年3月22日升為總教區。教宗良十三世於1902年11月7日將該總教區總主教加上哥倫比亞首席主教的頭銜。
總教區管轄波哥大首都區十四市和昆迪納馬卡省十一市，下轄六個教區，2006年時候有3,586,000名教友（佔轄區總人口85.7%）、231個堂區和691名司鐸。現任總主教為類斯·若瑟·魯埃達-阿帕里西奧，輔理主教為伯多祿·厄瑪奴耳·薩拉曼卡-曼蒂利亞和類斯·厄瑪奴耳·阿利-埃雷拉，榮休總主教為伯多祿·魯比亞諾·薩恩斯樞機和魯文·薩拉薩爾·戈麥斯樞機。